# Cyperus lupulinus
Cyperus lupulinus là loài thực vật có hoa trong họ Cói. Loài này được (Spreng.) Marcks mô tả khoa học đầu tiên năm 1974.